# 25e cérémonie des Grammy Awards
 (avril 2025).
Si vous disposez d'ouvrages ou d'articles de référence ou si vous connaissez des sites web de qualité traitant du thème abordé ici, merci de compléter l'article en donnant les références utiles à sa vérifiabilité et en les liant à la section « Notes et références ».
La 25e cérémonie des Grammy Awards s'est déroulée le 23 février 1983 au Shrine Auditorium à Los Angeles (Californie).

## Palmarès

### Catégories générales
| Prix                      | Artiste     | Titre             |
| ------------------------- | ----------- | ----------------- |
| Enregistrement de l'année | Toto        | Rosanna           |
| Album de l'année          | Toto        | Toto IV           |
| Chanson de l'année        |             | Always on My Mind |
| Meilleur nouvel artiste   | Men At Work | Men At Work       |

### Country
| Prix              | Artiste | Titre             |
| ----------------- | ------- | ----------------- |
| Best Country Song |         | Always on My Mind |

### Classique
| Prix                           | Artiste | Titre                                             |
| ------------------------------ | ------- | ------------------------------------------------- |
| Best Opera Recording           |         | Wagner: Der Ring Des Nibelungen                   |
| Best Chamber Music Performance |         | Brahms: The Sonatas For Clarinet & Piano, Op. 120 |

### Autres
| Prix             | Artiste | Titre                          |
| ---------------- | ------- | ------------------------------ |
| Best Album Notes |         | Bunny Berigan - Giants Of Jazz |